# 3 iunie (calendar ortodox)
3 iunie în calendarul ortodox.

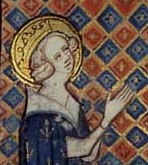
Sfânta Clotilda

La 3 iunie, Bisericile ortodoxe care folosesc Calendarul vechi comemorează Sfinții enumerați pe 21 mai.

## Sfinți
- pomenirea Sfântului Mucenic Luchilian și a celor împreună cu el patru prunci: Ipatie, Paul, Dionisie, Claudie și Paula fecioara și mucenița
- pomenirea Cuviosului Părintelui nostru Atanasie, făcătorul de minuni.
- pomenirea Cuvioasei Ieria, care cu pace s-a săvârșit.
- pomenirea Cuviosului Papos, care cu pace s-a săvârșit.
- pomenirea sfintei Clotilda, regina francilor (sec. V-VI).